# Marcus Cornelius Cethegus (consul en -204)
Pour les articles homonymes, voir Cornelius Cethegus.
Marcus Cornelius Cethegus est un consul de la République romaine durant la deuxième guerre punique, successivement pontife, préteur, censeur et consul.

## Biographie
En 213 av. J.-C., Cethegus est nommé pontife. La même année il est élu édile curule, collègue de Scipion, le futur Africain.
En 211 av. J.-C., Cethegus est préteur, avec comme province l'Apulie.
En 209 av. J.-C., Cethegus est élu censeur avec Publius Sempronius Tuditanus, tous deux avant d'avoir été consul, ce qui est exceptionnel. Il s'oppose à son collègue pour la désignation du Princeps senatus, chacun soutenant un candidat et interprétant les usages de façon différente. Après discussion, Cethegus cède et Tuditanus promeut Quintus Fabius Maximus Verrucosus comme prince du Sénat. Les chevaliers défaits à la bataille de Cannes et qui se trouvaient en Sicile sont sanctionnés par la privation de leur cheval public, et l'obligation de servir dix campagnes avec un cheval à leur charge. Enfin, les censeurs taxent tous les jeunes gens mobilisables qui n'avaient pas encore servi dans l'armée.
En 204 av. J.-C., Cethegus est élu Consul, avec de nouveau Publius Sempronius Tuditanus comme collègue. Il intervient en l'Étrurie, pour empêcher sa défection après le débarquement du Carthaginois Magon et fait rechercher et juger les notables étrusques qui ont négocié avec Magon. Comme Cethegus est le consul le plus proche de Rome et qu'il n'est pas sollicité par des opérations militaires, il organise les élections des magistrats pour l'année suivante.    
Cethegus décède en 196 av. J.-C.
Cicéron, se basant sur le témoignage d'Ennius, le présente comme le meilleur orateur de son temps.